# Pram (Austria)
Pram – gmina targowa w Austrii, w kraju związkowym Górna Austria, w powiecie Grieskirchen. Liczy 1 712 mieszkańców.